# أدولف كنوبف
أدولف كنوبف (بالإنجليزية: Adolph Knopf)‏ هو عالم معادن ‏ وأستاذ جامعي وجيولوجي أمريكي، ولد في 2 ديسمبر 1882 في سان فرانسيسكو في الولايات المتحدة، وتوفي في 23 نوفمبر 1966 في بالو ألتو في الولايات المتحدة.